# Anomis gentilis
Anomis gentilis là một loài bướm đêm trong họ Erebidae.